# Акбарабад-е Нівешт
Акбарабад-е Нівешт (перс. اكبرابادنيوشت) — село в Ірані, у дегестані Шагсаван-Канді, у Центральному бахші, шагрестані Саве остану Марказі. За даними перепису 2006 року, його населення становило 54 особи, що проживали у складі 11 сімей.

## Клімат
Середня річна температура становить 14,60 °C, середня максимальна – 32,71 °C, а середня мінімальна – -6,69 °C. Середня річна кількість опадів – 238 мм.
| Клімат поселення                              | Клімат поселення | Клімат поселення | Клімат поселення | Клімат поселення | Клімат поселення | Клімат поселення | Клімат поселення | Клімат поселення | Клімат поселення | Клімат поселення | Клімат поселення | Клімат поселення | Клімат поселення |
| Показник                                      | Січ.             | Лют.             | Бер.             | Квіт.            | Трав.            | Черв.            | Лип.             | Серп.            | Вер.             | Жовт.            | Лист.            | Груд.            |                  |
| Середній максимум, °C                         | 9,65             | 11,36            | 16,03            | 22,41            | 27,13            | 31,76            | 32,71            | 31,79            | 28,42            | 22,52            | 16,22            | 10,03            |                  |
| Середня температура, °C                       | 1,48             | 3,18             | 7,85             | 14,24            | 18,96            | 23,61            | 26,73            | 25,83            | 22,44            | 16,54            | 10,23            | 4,06             |                  |
| Середній мінімум, °C                          | −6,69            | −4,98            | −0,32            | 6,08             | 10,80            | 15,44            | 20,77            | 19,86            | 16,47            | 10,58            | 4,26             | −1,92            |                  |
| Норма опадів, мм                              | 33               | 33               | 45               | 31               | 25               | 4                | 1                | 1                | 0                | 11               | 21               | 33               |                  |
| Середньомісячна швидкість вітру, м/с          | 1.36             | 2.03             | 2.85             | 2.91             | 2.73             | 2.63             | 2.72             | 2.56             | 2.28             | 2.12             | 1.83             | 1.39             |                  |
| Середньомісячна сонячна радіація, кДж/м²·день | 9119             | 12073            | 14499            | 18212            | 22185            | 26317            | 25905            | 23666            | 20209            | 14862            | 10853            | 8820             |                  |
| --------------------------------------------- | ---------------- | ---------------- | ---------------- | ---------------- | ---------------- | ---------------- | ---------------- | ---------------- | ---------------- | ---------------- | ---------------- | ---------------- | ---------------- |
| Джерело:                                      |                  |                  |                  |                  |                  |                  |                  |                  |                  |                  |                  |                  |                  |